# Vallisia riojai
Vallisia riojai är en plattmaskart. Vallisia riojai ingår i släktet Vallisia och familjen Discocotylidae. Inga underarter finns listade i Catalogue of Life.